# Badinan

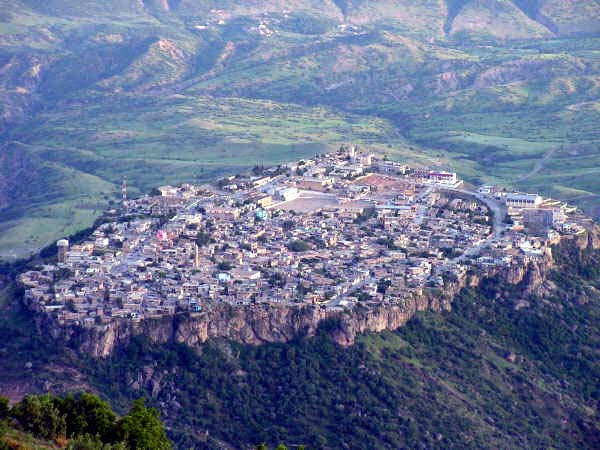
Amediye – Die Hauptstadt des Fürstentums

Badinan (auch Bahdinan) war ein kurdisches Fürstentum, das in etwa die Größe des heutigen irakischen Gouvernement Dahuk hatte und dessen Hauptstadt Amediye war.
Das Gebiet lag im Norden und Nordosten der Ebene Mosuls, zwischen Großem Zab und Tigris. Im Norden grenzte Badinan an das Fürstentum von Botan in Şırnak und im Westen und Süden an das Fürstentum von Soran.
Um das Jahr 1200 begründete ein adeliger Kurde namens Baha-ad-Din in Amediye eine neue Dynastie. Sein Name gab in abgewandelter Form dem Fürstentum den Namen. Er war aus dem Schamdinangebiet, dem heutigen Şemdinli im heutigen Hakkari in die Gegend um Amediye zugewandert. Das Fürstengeschlecht führt seine Abstammung auf die Abbasiden zurück. Amediye wurde die Hauptstadt der Badinan. Badinan war nur eines von mehreren kurdischen Fürstentümern, die formell den Osmanen unterstanden, aber aufgrund von Sonderregelungen von Steuerabgaben befreit und weitestgehend autonom waren.
Der Herrscher des Soran-Fürstentums Mir Mohammed überrannte 1832 das Fürstentum Badinan und nahm die Stadt Amediye ein. 1842 wurde Badinans Status als Fürstentum aufgehoben und es wurde an das Vilâyet Mossul angeschlossen. Große Eşirets (dt.: Stämme) des Fürstentums waren die Mzuri und die Zibari. Der ehemalige irakische Außenminister Hoshyar Zebari gehört diesem Stamm an. Der mittelalterliche kurdische Chronist Scherefhan nennt noch die Rikan, die Berwari, die Mahal, die Siyabravi, die Tayli, die Buhli, die Sindi und die Süleymani. Jesiden, Kurden, christliche Assyrer und Juden bildeten die Bevölkerung des Fürstentums.
Badinan gilt heute noch als Gebietsbezeichnung im Nordirak; es umfasst die Städte Dohuk, Zaxo, Amediye, Akrê und Sindschar.
Des Weiteren ist Badinan die Bezeichnung für die lokale Ausprägung des Kurmandschi, das in dieser Region gesprochen wird.